# 조선팔경
대한팔경(大韓八景) 또는 조선팔경(朝鮮八景)은 한국의 여덟 명승지를 말한다.
(금강산 일만 이천봉, 백두산과 천지, 한라산 고봉, 압록강 뗏목풍경, 부전고원, 해운대 저녁달, 경주 석굴암 해돋이, 모란봉 을밀대)
1936년 발표된 노래인 선우일선(鮮于一扇)의 《조선팔경가》는 다음 여덟 곳을 대한팔경으로 들고 있다.
- 금강산
- 한라산
- 석굴암
- 해운대
- 부전고원
- 평양
- 백두산
- 압록강

## 같이 보기
- 관동팔경 (關東八景)
- 관서팔경 (關西八景)
- 단양팔경 (丹陽八景)
- 평양팔경 (平壤八景)